# Васильєв Віктор Андрійович
Васильєв Віктор Андрійович (рід. 19 січня 1975,  Ленінград, СРСР) —  російський телеведучий, актор, колишній капітан команди КВК «Збірна Санкт-Петербурга» і колишній резидент проєкту «Comedy Club».

## Фільмографія
- 2011 — Вагітний —  Славік
- 2011 — Службовий роман. Наш час —  Марк
- 2011 — 8 перших побачень —  Льоша, друг Микити
- 2012 — З новим роком, мами! —  Іван, син Світлани Петрівни
- 2015 — Ялинки кошлаті —  адміністратор готелю для собак
- 2015 — 8 нових побачень —  Льоша, друг Микити
- 2019 — Замок на піску

## Телебачення
- З 2007 по 2012 — резидент «Comedy Club»
- З 2010 по 2013 — ведучий новин телепроєкту «Yesterday Live»
- З 9 червня по 4 серпня 2013- провідний спортивного шоу  Першого каналу «Вишка» (спільно з Катериною Шпиця).
- З 14 вересня 2013 року — ведучий народного гумористичного шоу «Розсміши коміка» виробництва «Студія Квартал-95» для телеканалу «1 + 1» (Україна)
- З 6 вересня по 28 грудня 2013 — постійний учасник шоу «Встигнути до опівночі»
- З 17 жовтня 2013 — співведучий рубрики «Культурні пригоди Миті і Віті» в програмі «Вечірній Ургант».
- 2013—2016  української версії гумористичного шоу «Розсміши коміка».
- З 17 по 31 травня 2014 року — ведучий гумористичного шоу «Почуття гумору».
- З 12 жовтня 2014 року — ведучий шоу «Театр естради».
- 2015 — реклама автомобіля «Hyundai Solaris»
- З 18 січня 2016 року — ведучий телегри «Людина проти мозку».